# Bill Knox
Pour les articles homonymes, voir Knox.
William (Bill) Knox, né le 28 février 1928 à Glasgow en Écosse et mort en mars 1999 dans la même ville, est un écrivain écossais, auteur de roman policier et de roman d'aventures.

## Biographie
Après son service militaire dans la Royal Navy, il devient garçon de courses pour le Evening Citizen, puis il débute comme reporter à l'Evening News et devient rédacteur en chef au Scottish Esquire News. Pour la télévision, il présente un programme intitulé Crimedesk.
En 1957, il publie son premier roman, Deadline for a Dream.  C'est le début d'une série mettant en scène un tandem d'inspecteurs de police écossais, Colin Thane et Phil Moss. Un seul de ces romans est traduit en français Le Roi des tondeurs (The Tallyman) publié en 1969. Selon Claude Mesplède « cet ouvrage présente l'intérêt de décrire de façon minutieuse le milieu des bookmakers et des prêteurs clandestins ». À partir de 1964, il commence une autre série avec comme personnage principal Webb Carrick, un officier de marine sur un patrouilleur.
La même année, sous le pseudonyme de Robert MacLeod, il publie le premier roman d'une autre série consacrée à Talos Cord, puis en 1974, une autre série avec Andrew Liard, un enquêteur d'assurances et enfin, en 1975, il entame une dernière série avec Jonathan Gaunt, un agent des archives écossaises. Ces séries paraissent aux États-Unis sous les pseudonymes Michaël Kirk et Noah Webster.

## Œuvre

### Romans

#### SérieThaneetMosssignée Bill Knox
- Deadline for a Dream, 1957 (autre titre In at the Kill)
- Death Department, 1959
- Leave It to the Hangman, 1960
- Little Drops of Blood, 1962
- Sanctuary Isle, 1962 (autre titre The Gray Sentinels)
- The Taste of Proof, 1965
- The Deep Fall, 1966 (autre titre The Ghost Car)
- Justice on the Rocks, 1967
- The Tallyman, 1969
  - Le Roi des tondeurs, Série noire no 1317, 1970
- Children of the Mist, 1970 (autre titre Who Shot the Bull?)
- To Kill a Witch, 1971
- Draw Batons, 1973 (autre titre Penalty Shootout)
- Rally to Kill, 1975
- Pilot Error, 1977
- Live Bait, 1978
- A Killing in Antiques, 1981
- The Hanging Tree, 1983
- The Crossfire Killings, 1986
- The Interface Man, 1989
- The Counterfeit Killers, 1996
- Blood Proof, 1997
- The Lazarus Widow, 1999 (roman posthume terminé par Martin Edwards)

#### SérieWebb Carricksignée Bill Knox (Webb Curtisen français)
- The Scavengers, 1964
  - Pêche en eaux troubles, Bibliothèque verte Senior, Hachette, 1978
- Devilweed, 1966
- Blacklight, 1967
- The Klondyker, 1968 (autre titre A Figurehead)
- Blueback, 1969
  - Les Clandestins de l'archipel, Bibliothèque rouge, Hachette, 1974, réédition Bibliothèque verte Senior, Hachette, 1978
- Seafire, 1970
  - Feu sur l'océan, Bibliothèque rouge, Hachette, 1974
- Stormtide, 1972
  - Des requins au soleil, Bibliothèque rouge, Hachette, 1976
- Whitewater, 1974
  - Sang et or aux Hébrides, Bibliothèque rouge, Hachette, 1975
- Hellspout, 1976
  - Plongée tous risques, Bibliothèque verte Senior, Hachette, 1977
- Witchrock, 1977
- Bombship, 1980
- Bloodtide, 1982
- Wavecrest, 1985
- Dead Man's Mooring, 1987
- The Drowning Nets, 1991

#### Autres romans signés Bill Knox
- The Cockatoo Crime, 1958
- Death calls the Shots, 1961
- Die for Big Betsy, 1961
- The Man in the Bottle, 1963
- Court of Murder: Famous Trials at Glasgow High Court, 1968
- The View from Daniel Pike, 1974 (coécrit avec Edward Boyd)
- Children of the Water, 1974
- Storyland Wall Frieze, 1981
- Country Club Wives, 1997
- A Cut in Diamonds, 1997
- Drum of Power, 1998
- Death Bytes, 1998

#### SérieTalos Cordsignée Robert MacLeod
- Cave of Bats, 1964
- Lake of Fury, 1966 (autre titre The Iron Sanctuary)
- Isle of Dragons, 1967
- Place of Mists, 1969
- Path of Ghosts, 1971
- Nest of Vultures, 1972

#### SérieAndrew Liardsignée Robert MacLeod
- All Other Perils, 1974
- Dragonship, 1976
- Salvage Job, 1978
- Witchline, 1980
- Cargo Risk, 1980

#### SérieJonathan Gauntsignée Robert MacLeod
- A Witchdance in Bavaria, 1975
- A Property in Cyprus, 1970 (autre titre A Flickering Death)
- A Killing in Malta, 1972
- A Burial in Portugal, 1973
- A Pay-off in Switzerland, 1977
- An Incident in Iceland, 1979
- A Problem in Prague, 1981
- Mayday from Malaga, 1983
- A Legacy from Tenerife, 1984
- The Money Mountain, 1987 (autre titre A Flight from Paris)
- The Spanish Maze Game, 1990

### Nouvelles

#### Signées Bill Knox
- The Secret Grave (1997)
- The Honeymoon Kill (1999)

#### Signée Robert MacLeod
- My Birthday's in July (1949)

## Adaptations à la télévision
- 1981 : Überfall in Glasgow, téléfilm allemand réalisé par Wolfgang Hantke, adaptation du roman Die for Big Betsy (1961), avec Götz George
- 1981 : Der Fehler des Piloten, téléfilm allemand réalisé par Hartmut Griesmayr, adaptation du roman Pilot Error (1977)

## Sources
- Claude Mesplède, Les années "Série noire" : bibliographie critique d'une collection policière, vol. 3 : 1966-1972, Amiens, Editions Encrage, coll. « Travaux / 22 », 1994 (ISBN 978-2-906389-53-3), p. 187.
- Claude Mesplède et Jean-Jacques Schleret, SN, voyage au bout de la Noire : inventaire de 732 auteurs et de leurs œuvres publiés en séries Noire et Blème : suivi d'une filmographie complète, Paris, Futuropolis, 1982 (OCLC 11972030), p. 220-221